# Deeside
Deeside – konurbacja w północno-wschodniej Walii, w hrabstwie Flintshire, położona nad rzeką Dee, nieopodal jej ujścia do jej estuarium, przy granicy angielskiej. Główne miasta aglomeracji to Connah’s Quay, Shotton i Queensferry. Zalicza się do niej także okoliczne miejscowości Aston, Garden City, Sealand, Broughton, Bretton, Hawarden, Ewloe, Mancot, Pentre, Saltney i Sandycroft. W 2011 roku liczyła 48 381 mieszkańców.
Obszar ten rozwinął się począwszy od XIX wieku jako ośrodek przemysłowy, w tym hutnictwa stali, wydobycia węgla, cegielnictwa i produkcji sztucznego jedwabiu. Do połowy XX wieku w Connah’s Quay funkcjonował port morski i przemysł stoczniowy. W latach 80. miała miejsce zapaść przemysłu ciężkiego. Deeside pozostaje znaczącym ośrodkiem przemysłowym. Funkcjonuje tu m.in. przemysł stalowy (Tata Steel), lotniczy (Airbus) i motoryzacyjny (Toyota).